# 21731 Чжужочень
21731 Чжужочень (21731 Zhuruochen) — астероїд головного поясу, відкритий 9 вересня 1999 року.
Тіссеранів параметр щодо Юпітера — 3,363.